# Супербоул XXIV
Супербоул XXIV (англ. Super Bowl XXIV) — 24 решающая игра НФЛ. В матче играли Сан-Франциско Форти Найнерс от Футбольной Конференции и Денвер Бронкос от Футбольной Конференции. Матч прошел 28 января 1990 года, в присутствии 72 919 человек. Сан-Франциско уверенно победил 55:10.

## Трансляция
В США игру транслировал CBS. CBS подготовила специальную графику которая использовалась ещё в двух Супербоулов.

## Ход матча
ПЕРВАЯ ПОЛОВИНА
Первым набором очков стал 20-ярдовый тачдаун от Сан-Франциско. В середине первой четверти 42-ярдовый филд гол оформляет Денвер. В конце первой четверти, Сан-Франциско, делает тачдаун, но не забивает экстрапоинт. Во второй четверти два тачдауна от Форти Найнерс (один из которых на 38 ярдов) делают счет 27-3 в пользу Сан-Франциско. Именно такой счет останется к перерыву.
ВТОРАЯ ПОЛОВИНА
Третья четверть начинается двумя тачдаунами Форти Найнерс. В середине четверти Денвер забивает тачдаун. В начале четвёртой четверти, Сан-Франциско, делает два тачдауна. Команды не наберут больше очки и матч завершается со счетом 55-10 в пользу Сан-Франциско Форти Найнерс.
Супербоул XXIV: Сан-Франциско Форти Найнерс 55, Денвер Бронкос 10
|                     | 1  | 2  | 3  | 4  | Всего |
| ------------------- | -- | -- | -- | -- | ----- |
| Форти Найнерс (НФК) | 13 | 14 | 14 | 14 | 55    |
| Бронкос (АФК)       | 3  | 0  | 7  | 0  | 10    |

в Луизиане Супердоум , Новый Орлеан, Луизиана
- Дата : 28 января 1990 г.
- Время игры : 16:23 CST
- Погода в игре : 22 ° C(72° F) Крыша закрыта

DEN-Денвер, SF-Сан-Франциско, ЭП-Экстрапоинт
■ Первая четверть:
- 10:06-SF-20-ярдовый тачдаун+ЭП, Сан-Франциско повел 7-0
- 6:47-DEN-42-ярдовый филд гол, Сан-Франциско ведет 7-3
- 0:03-SF-7-ярдовый тачдаун(кикер промазал экстрапоинт), Сан-Франциско ведет 13-3

■ Вторая четверть:
- 7:15-SF-1-ярдовый тачдаун+ЭП, Сан-Франциско ведет 20-3
- 0:34-SF-38-ярдовый тачдаун+ЭП, Сан-Франциско ведет 27-3

■ Третья Четверть:
- 12:48-SF-28-ярдовый тачдаун+ЭП, Сан-Франциско ведет 34-3
- 9:44-SF-35-ярдовый тачдаун+ЭП, Сан-Франциско ведет 41-3
- 6:53-DEN-3-ярдовый тачдаун+ЭП, Сан-Франциско ведет 41-10

■ Четвёртая четверть:
- 14:57-SF-3-ярдовый тачдаун+ЭП, Сан-Франциско ведет 48-10
- 14:37-SF-1-ярдовый тачдаун+ЭП, Сан-Франциско ведет 55-10